# Kevin Colleoni
Kevin Colleoni (Ponte San Pietro, 11 de noviembre de 1999) es un ciclista profesional italiano, miembro del equipo Intermarché-Wanty.

## Palmarés
- Aún no ha conseguido victorias como profesional.

## Resultados en Grandes Vueltas
| Carrera | Carrera         | 2018 | 2019 | 2020 | 2021 | 2022 | 2023 | 2024 | 2025  |
| ------- | --------------- | ---- | ---- | ---- | ---- | ---- | ---- | ---- | ----- |
|         | Giro de Italia  | —    | —    | —    | —    | —    | —    | 98.º | 108.º |
|         | Tour de Francia | —    | —    | —    | —    | —    | —    | —    | —     |
|         | Vuelta a España | —    | —    | —    | —    | —    | —    | —    | —     |

—: no participa
Ab.: abandono

## Equipos
- Biesse (2018-2020)
  - Biesse Carrera Gavardo (2018)
  - Biesse Carrera (2019)
  - Biesse Arvedi (2020)
- BikeExchange/Jayco (2021-2023)
  - Team BikeExchange (2021)
  - Team BikeExchange-Jayco (2022)
  - Team Jayco AlUla (2023)
- Intermarché-Wanty[1] (2024-)